# بولاسيونس
بلدية بولاسيونس (بالإسبانية: Polaciones)‏، هي إحدى بلديات منطقة كانتابريا, المصنفة على أنها مقاطعة أيضاً، في شمال إسبانيا.
يبلغ عدد سكانها 276 نسمة وفقاً لإحصائية سنة (2002).